# Mikropia (muzeum)
Micropia — muzeum w Amsterdamie, którego ideą jest rozpowszechnianie informacji o drobnoustrojach, które często kojarzone są tylko z chorobami i dolegliwościami pomimo ich istotnej funkcji w codziennym funkcjonowaniu człowieka. Muzeum zostało otwarte 30 września 2014 r. Władze muzeum twierdzą, że jest to pierwszy taki obiekt na świecie.
Dwa główne cele Micropii to: 
- ustanowienie pozytywnego spojrzenia na mikroby i „stanie się międzynarodową platformą mikrobiologii, która łączy różne grupy interesu w celu wypełnienia luki między nauką a ogółem społeczeństwa”[4],
- zachęcanie do bardziej pozytywnych relacji między drobnoustrojami a ogółem społeczeństwa, co ma zachęcić do dalszych badań nad „mikronaturą”[5].

Wiele eksponatów w Micropii koncentruje się na istnieniu drobnoustrojów w życiu codziennym. Składa się zarówno z żywych drobnoustrojów, jak i wirtualnych modeli. 

## Galeria

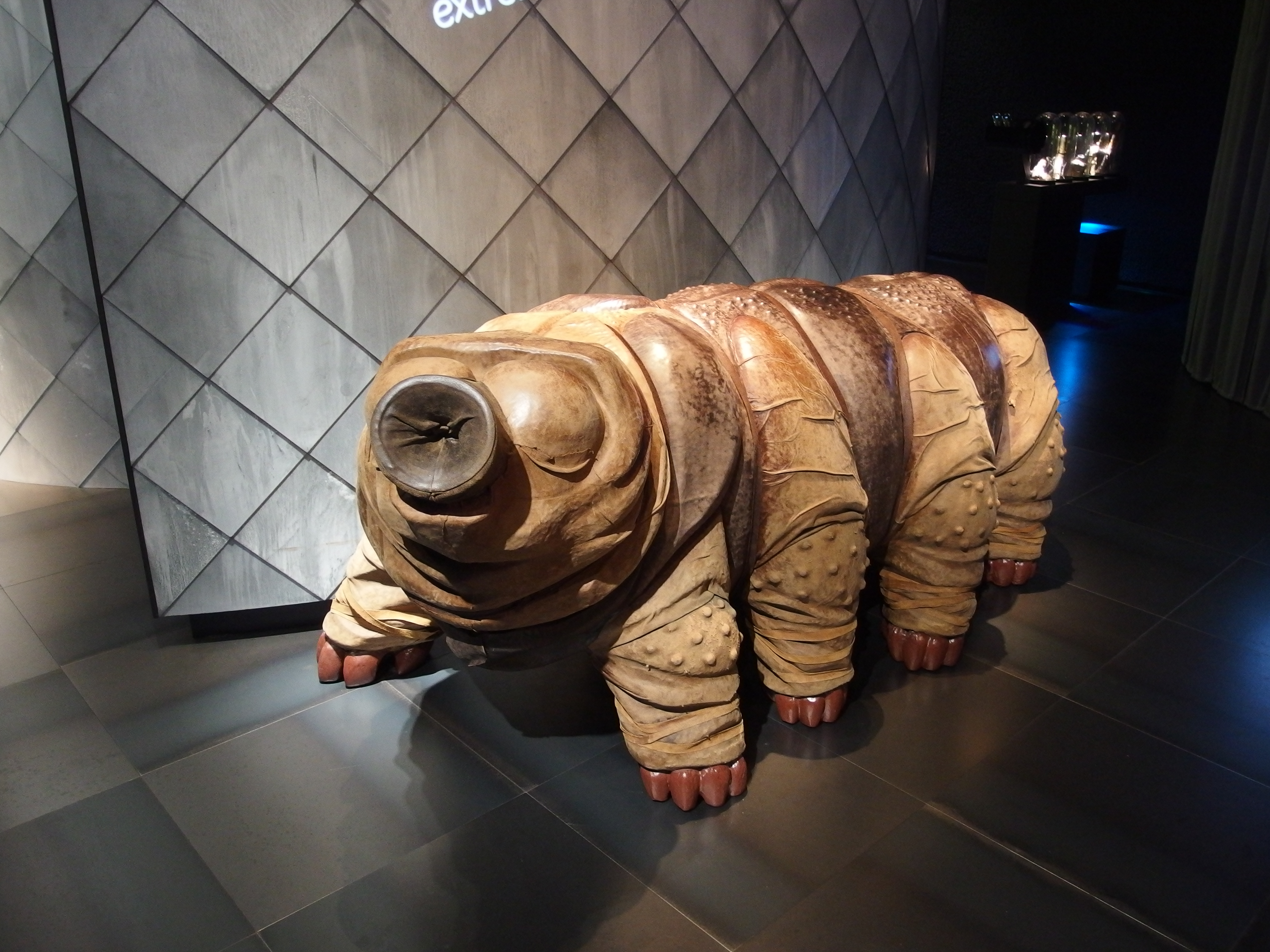
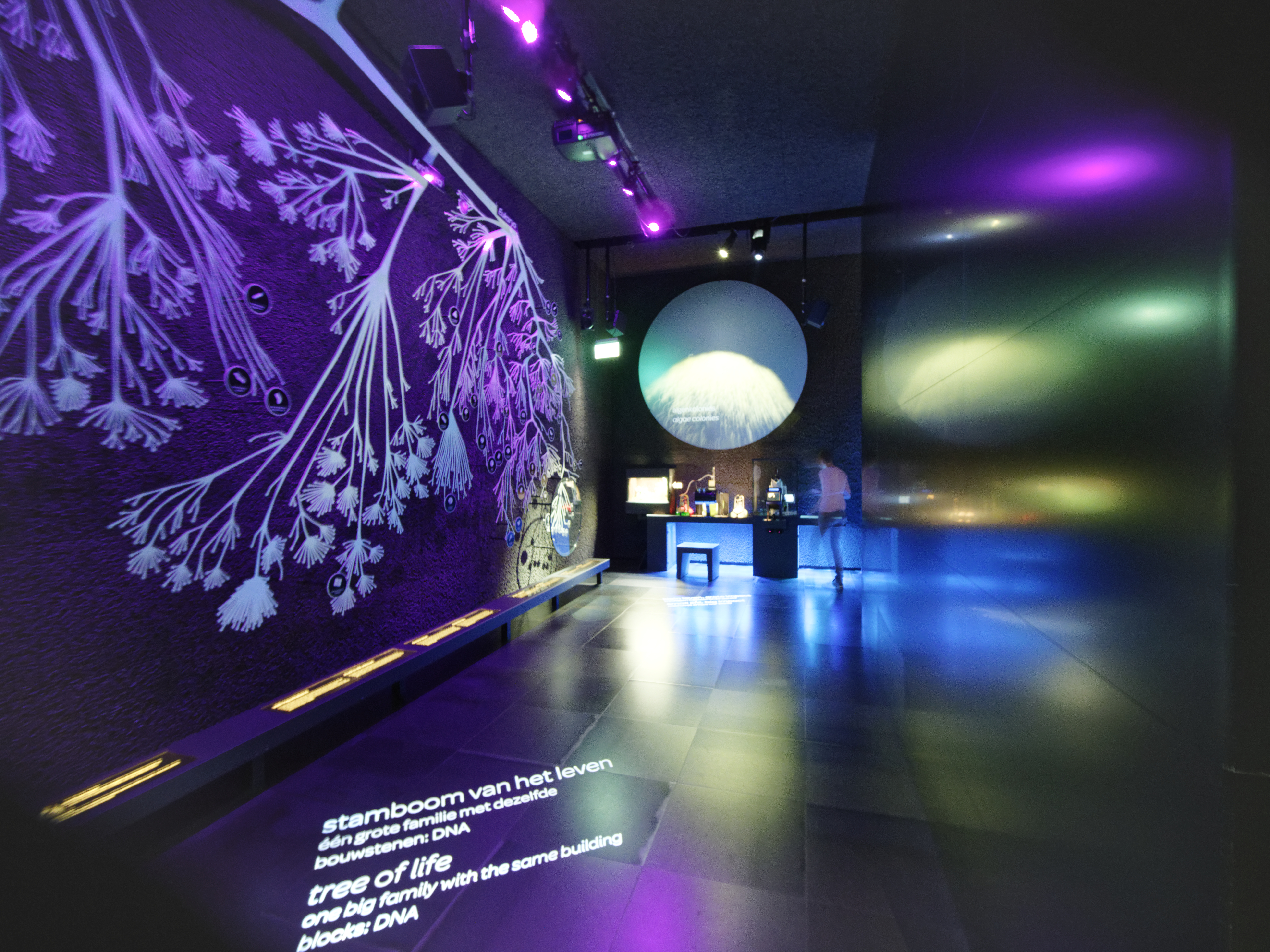
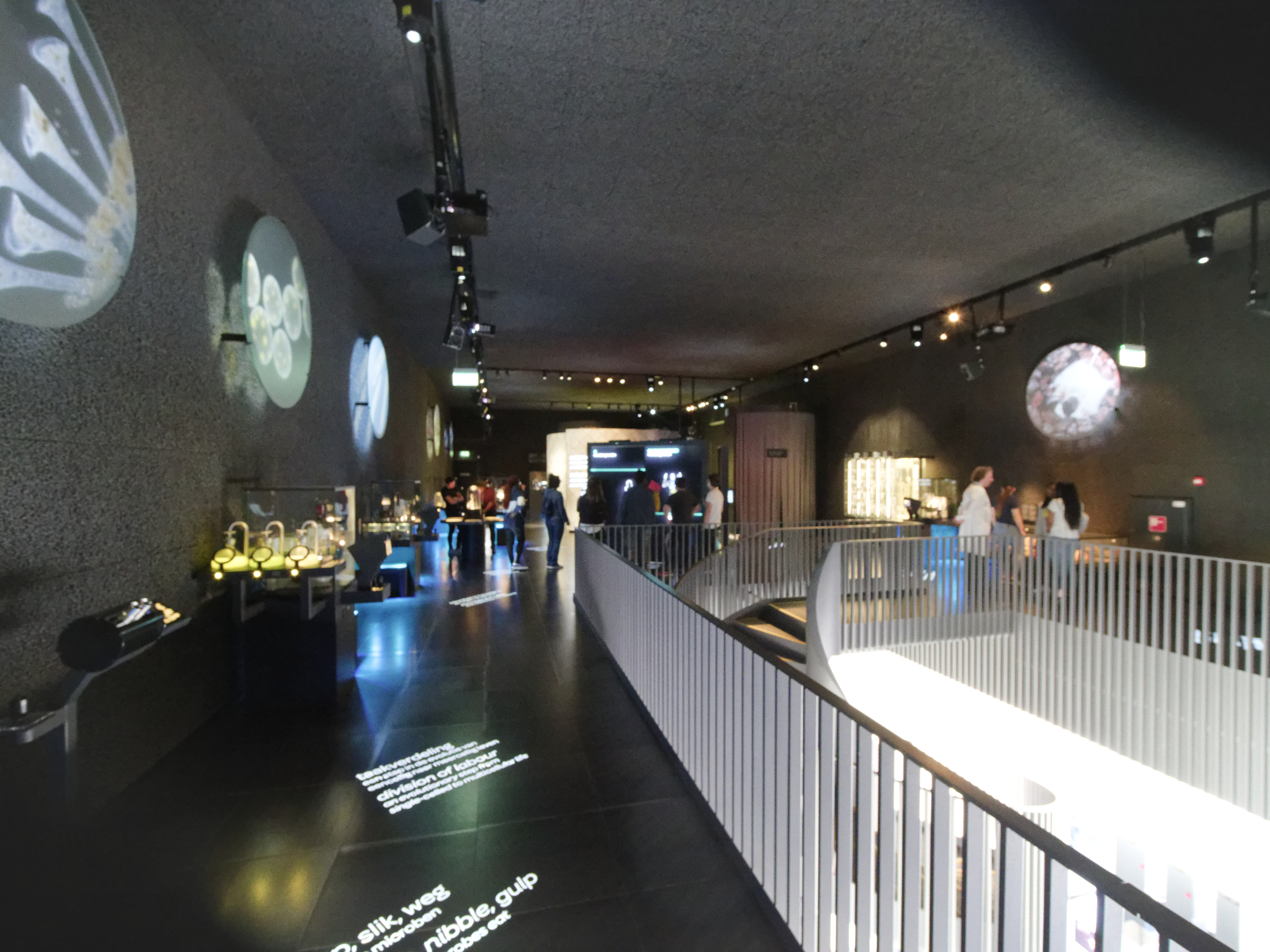
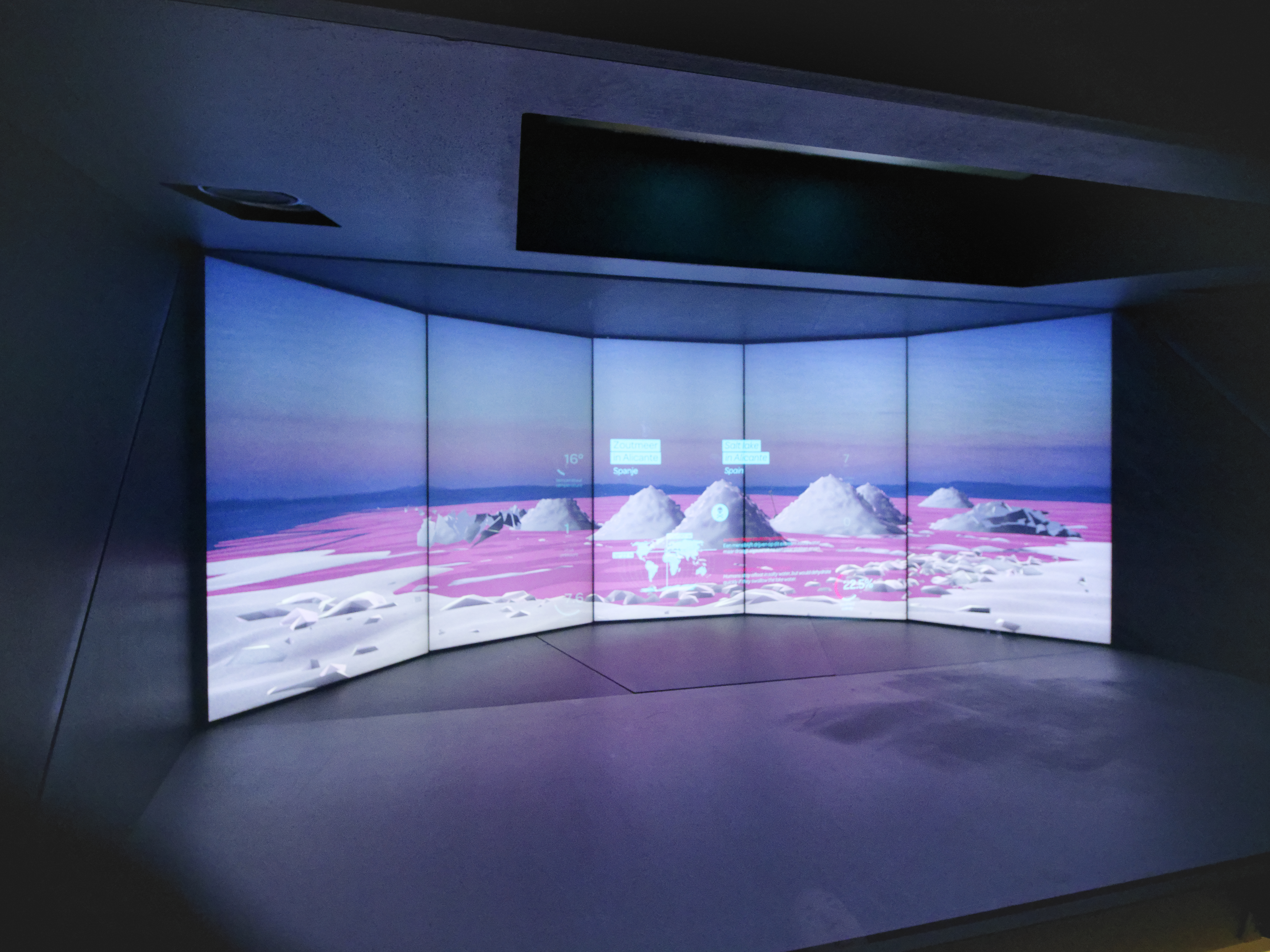
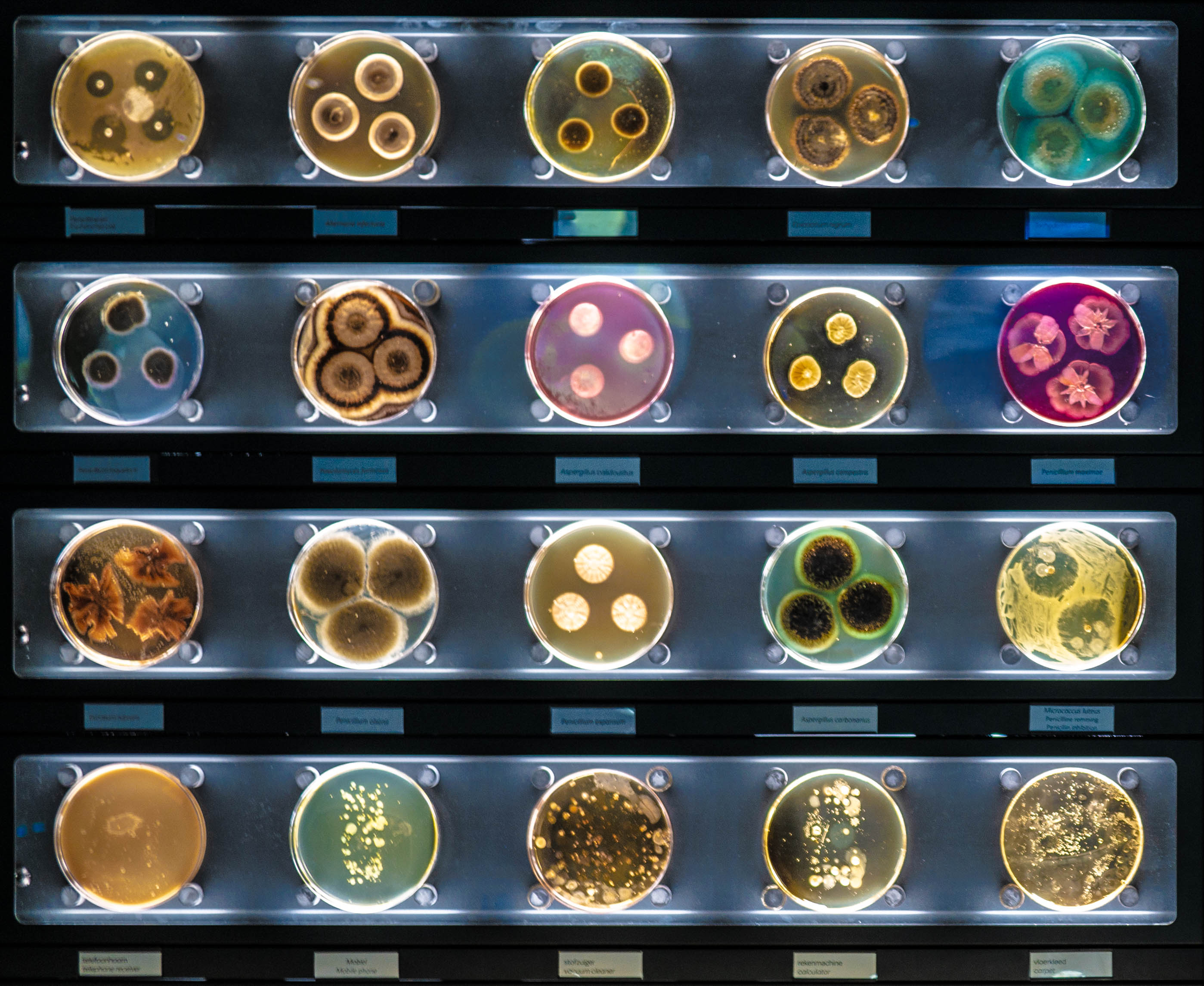